# Kiss Me, Stupid
Kiss Me, Stupid is een Amerikaanse filmkomedie uit 1964 onder regie van Billy Wilder. Het scenario is gebaseerd op het toneelstuk L'ora della fantasia (1944) van de Italiaanse auteur Anna Bonacci.

## Verhaal
Op een dag staat de beroemde zanger Dino aan de benzinepomp van Barney Millsap. Zijn vriend Orville Spooner en hij zijn al lang tevergeefs op zoek naar een uitgever voor hun muziek. Ze maken Dino's auto onklaar en schakelen de prostituee Polly in om hem in de stad te houden. Orville is al spoedig bezorgd dat Dino erop uit is om zijn mooie vrouw te verleiden.

## Rolverdeling
| Acteur         | Personage           |
| -------------- | ------------------- |
| Dean Martin    | Dino                |
| Kim Novak      | Polly               |
| Ray Walston    | Orville             |
| Felicia Farr   | Zelda               |
| Cliff Osmond   | Barney              |
| Barbara Pepper | Dikke Bertha        |
| Skip Ward      | Melkboer            |
| Doro Merande   | Mevrouw Pettibone   |
| Bobo Lewis     | Serveerster         |
| Tom Nolan      | Johnnie Mulligan    |
| Alice Pearce   | Mevrouw Mulligan    |
| John Fiedler   | Priester Carruthers |
| Arlen Stuart   | Rosalie Schultz     |
| Howard McNear  | Mijnheer Pettibone  |
| Cliff Norton   | Mack Gray           |